# Cerastium kasbek
Cerastium kasbek là loài thực vật có hoa thuộc họ Cẩm chướng. Loài này được Parrot mô tả khoa học đầu tiên năm 1834.